# Krasnoborowik ceglastopory

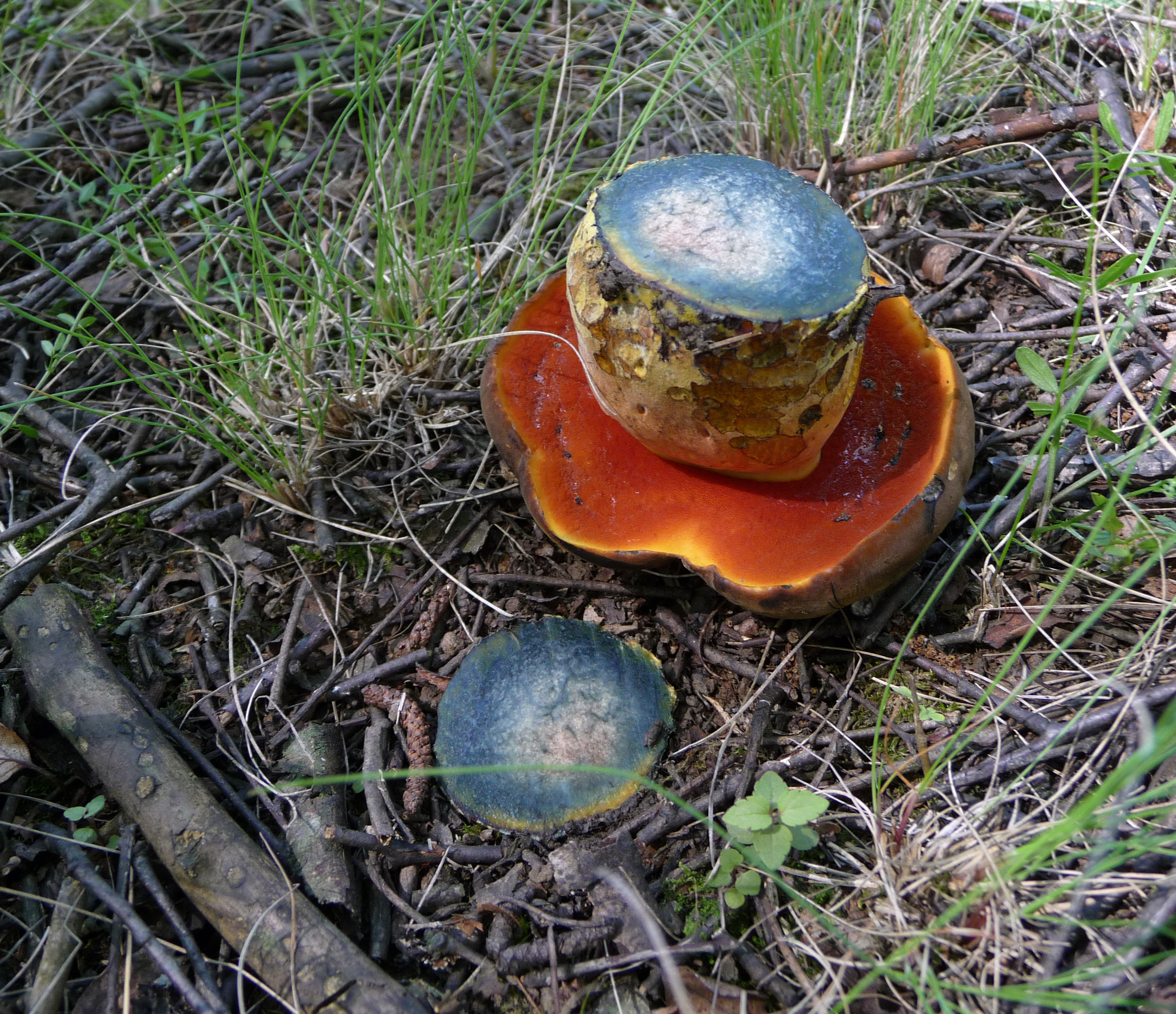
Charakterystyczne sinienie miąższu

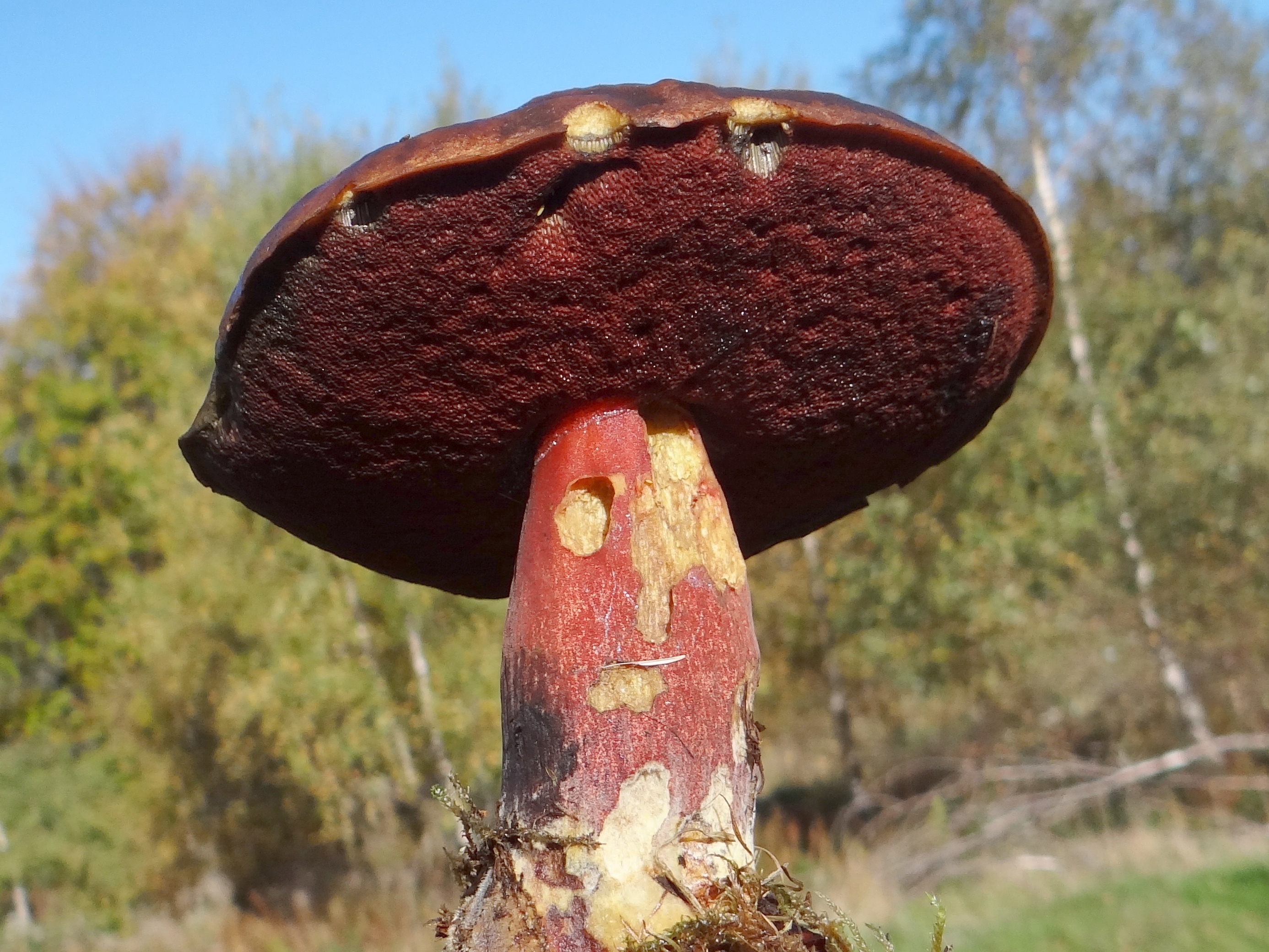

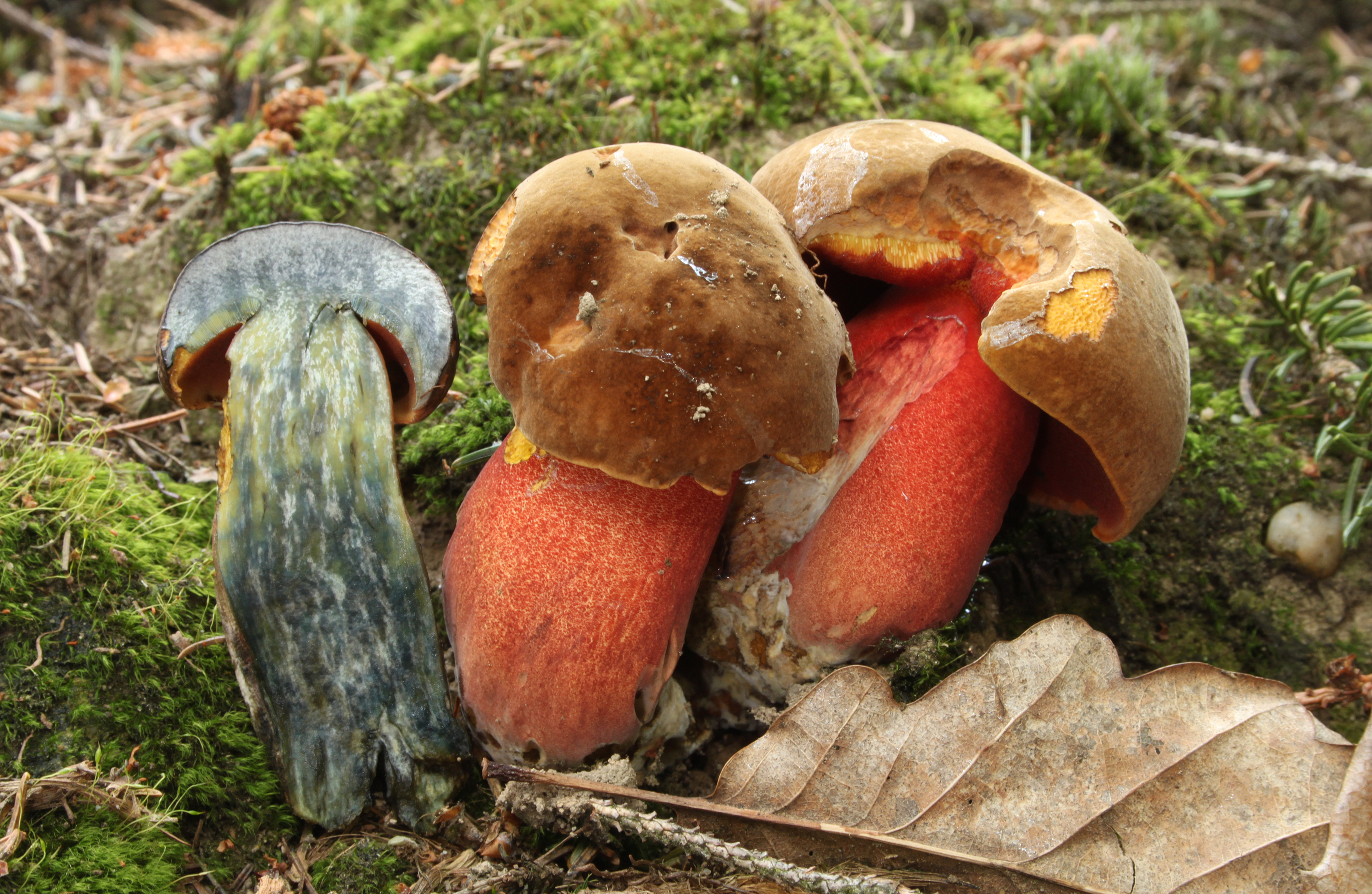

Krasnoborowik ceglastopory, borowik ceglastopory (Neoboletus erythropus (Pers.) C. Hahn) – gatunek grzybów należący do rodziny borowikowatych (Boletaceae).

## Systematyka i nazewnictwo
Pozycja w klasyfikacji według Index Fungorum: Neoboletus, Boletaceae, Boletales, Agaricomycetidae, Agaricomycetes, Agaricomycotina, Basidiomycota, Fungi.
Sytuacja taksonomiczna tego gatunku jest skomplikowana. Oryginalny opis Boletus erythropus Pers. odnosił się do Suilellus queletii, podczas gdy Boletus luridus β erythropus (Pers.: Fr.)Fr. odnosił się do obecnego rozumienia Neoboletus erythropus. Autorzy którzy preferują oryginalny opis Boletus erythropus używali nazwy Boletus luridiformis (oraz Neoboletus luridiformis) do opisu tego taksonu. Po odkryciu gatunku Boletus xanthopus, siostrzanego do B. erythropus, część taksonomistów stwierdziła, że jest on synonimem B. luridiformis, po czym odnalazła stary takson Boletus praestigiator jako odpowiadający B. erythropus. Odmiana żonkilowa (Boletus luridiformis Rostk. var. junquilleus (Quél.) Knudse) czasem jest wyróżniana jako odrębny gatunek krasnoborowik żonkilowy (Neoboletus junquilleus (Quél.) Gelardi, Simonini & Vizzin).
Grupa naukowców z Chin w 2016 r. zaproponowała włączenie rodzaju Neoboletus do utworzonego w 2012 r. rodzaju Sutorius. Spotkało się to z częściową dezaprobatą środowiska mykologicznego. Publikacje z 2019 r. potwierdzają, że przeniesienie to było niesłuszne.
Synonimy nazwy naukowej:

- Boletus erythropus Pers. 1796
- Boletus luridus var. erythropus (Pers.) Fr. 1821
- Boletus luridus subsp. erythropus (Pers.) Pers. 1825
- Dictyopus erythropus (Pers.) Quél. 1886
- Suillus erythropus (Pers.) Kuntze 1898
- Tubiporus erythropus (Pers.) Maire, 1937
- Boletus erythropus var. cedretorum Maire 1916
- Boletus erythropus subsp. rubens Schiffn. 1922
- Boletus erythropus f. compactus Killerm. 1925
- Boletus erythropus f. vetustus Killerm. 1925
- Boletus erythropus var. novoguineensis Hongo 1973
- Neoboletus erythropus var. novoguineensis (Hongo) Blanco-Dios 2018
- Boletus erythropus var. rubropileus Dermek 1984
- Boletus luridiformis var. rubropileus (Dermek) Šutara, in Šutara, Mišík & Janda 2009
- Neoboletus luridiformis var. rubropileus (Dermek) Blanco-Dios 2018

Nazwę borowik ceglastopory nadała Alina Skirgiełło w 1939 r. W polskim piśmiennictwie mykologicznym gatunek ten opisywany był także pod nazwami: grzyb wilczy, czerwononóżka, pociec, borowik ceglastopory odmiana typowa, borowik ceglastopory odmiana żonkilowa. Po przeniesieniu go do rodzaju Neoboletus nazwa polska stała się niespójna z nazwą naukową. W 2021 Komisja ds. Polskiego Nazewnictwa Grzybów Polskiego Towarzystwa Mykologicznego zarekomendowała używanie nazwy krasnoborowik ceglastopory.

## Morfologia
Kapelusz
Średnica dochodzi do 20 cm, u młodych egzemplarzy półkolisty, do rozpostartego u starszych. Powierzchnia kapelusza początkowo jest sucha, zamszowa, później gładka i naga. Barwa ciemnobrązowa, czasem z ochrowymi plamkami.
Rurki
Długie i wycięte przy trzonie. U młodych owocników żółte do oliwkowych, u starszych egzemplarzy – rdzawe. Po uszkodzeniu silnie sinieją.
Trzon
Wysokość 5–15 cm, grubość 2–5 cm. U młodych egzemplarzy trzon zazwyczaj jest pękaty, następnie maczugowaty, baryłkowaty. Pełny. Kolor żółty, pokryty bardzo gęsto ceglastoczerwonymi nieregularnymi strzępkami (nie siatką!). W górnej części trzonu strzępków jest mniej, co powoduje, że trzon jest tu bardziej żółty.
Miąższ
Żółty, przekrojony lub uszkodzony szybko zmienia barwę na ciemnoniebieską. Smak łagodny, zapach słaby.
Wysyp zarodników
Zarodniki eliptyczno-wrzecionowate, gładkie, o rozmiarach 13–18 × 5,5–6,5 μm.
Gatunki podobne
Młode owocniki mogą być mylone z gorzkoborowikiem żółtoporym (Caloboletus calopus), ponieważ oba grzyby często występują równocześnie na tym samym terenie. Najważniejsze cechy odróżniające krasnoborowika ceglastoporego to: strzępki na trzonie zamiast siatki, czerwone rurki zamiast żółtych (tylko u starszych owocników) i ciemniejszy kapelusz. Podobny jest też modroborowik gładkotrzonowy (Suillellus queletii), ale ma kapelusz oliwkowobrązowy, pomarańczowoczerwony lub ceglastoczerwony, pomarańczowe pory i trzon u podstawy karminowoczerwony.

## Występowanie i siedlisko
Znany jest tylko w Europie i Japonii. W Europie Środkowej i w Polsce jest dość pospolity. Rośnie w lasach liściastych i iglastych od maja do późnej jesieni W górach występuje dużo częściej, niż na niżu. Odmiana typowa występuje głównie pod jodłami, grabami, bukami, świerkami, dębem szypułkowym i lipą, odmiana żonkilowa pod dębami i bukami.
Odmiana żonkilowa jest w Polsce bardzo rzadka. Znajduje się na Czerwonej liście roślin i grzybów Polski. Ma status E – gatunek wymierający. Jest na czerwonych listach gatunków rzadkich także w Austrii, Czechach, Niemczech, Wielkiej Brytanii, Holandii, Norwegii i Słowacji.

## Znaczenie
Grzyb mykoryzowy. Grzyb jadalny, jednak ze względu na czerwone zabarwienie porów i trzonu rzadko przez grzybiarzy zbierany, gdyż kojarzony bywa z trującymi borowikami o czerwonym zabarwieniu (np. borowikiem szatańskim). Niektórzy jednak uważają go za smaczny grzyb jadalny. Spożywany może być tylko po obróbce termicznej, gdyż surowy, niedogotowany lub niedosmażony może u niektórych powodować zaburzenia trawienne. Dawniej sugerowano obgotowanie, a następnie odlanie wody, ale obecnie większość źródeł wspomina tylko, żeby nie był surowy.